# Penseeldikkopmos
Penseeldikkopmos (Brachythecium populeum) is een soort uit het geslacht dikkopmos (Brachythecium).

## Determinatie
Penseeldikkopmos heeft een tot 5 cm lange, onregelmatig vertakte stengel. De bladeren worden tot 2 mm en zijn eirond driehoekig tot smal driehoekig met een lange geleidelijk smal toegespitste bladtop. De nerf loopt tot ver in de bladtop.

## Ecologie
De soort groeit op beschutte, basenrijke standplaatsen. Het is aan te treffen op stammen van bomen en struiken met eutrofe schors, es, populier en wilg. Ook komt de soort voor op rotsen, muren, daken en oeverbeschoeiingen.

### Syntaxonomie
In de syntaxonomie staat penseeldikopmos te boek als kensoort voor de touwtjesmos-associatie (Sciurohypno-Anomodontetum), een associatie uit de kringmos-klasse (Neckeretea).

## Fotogalerij

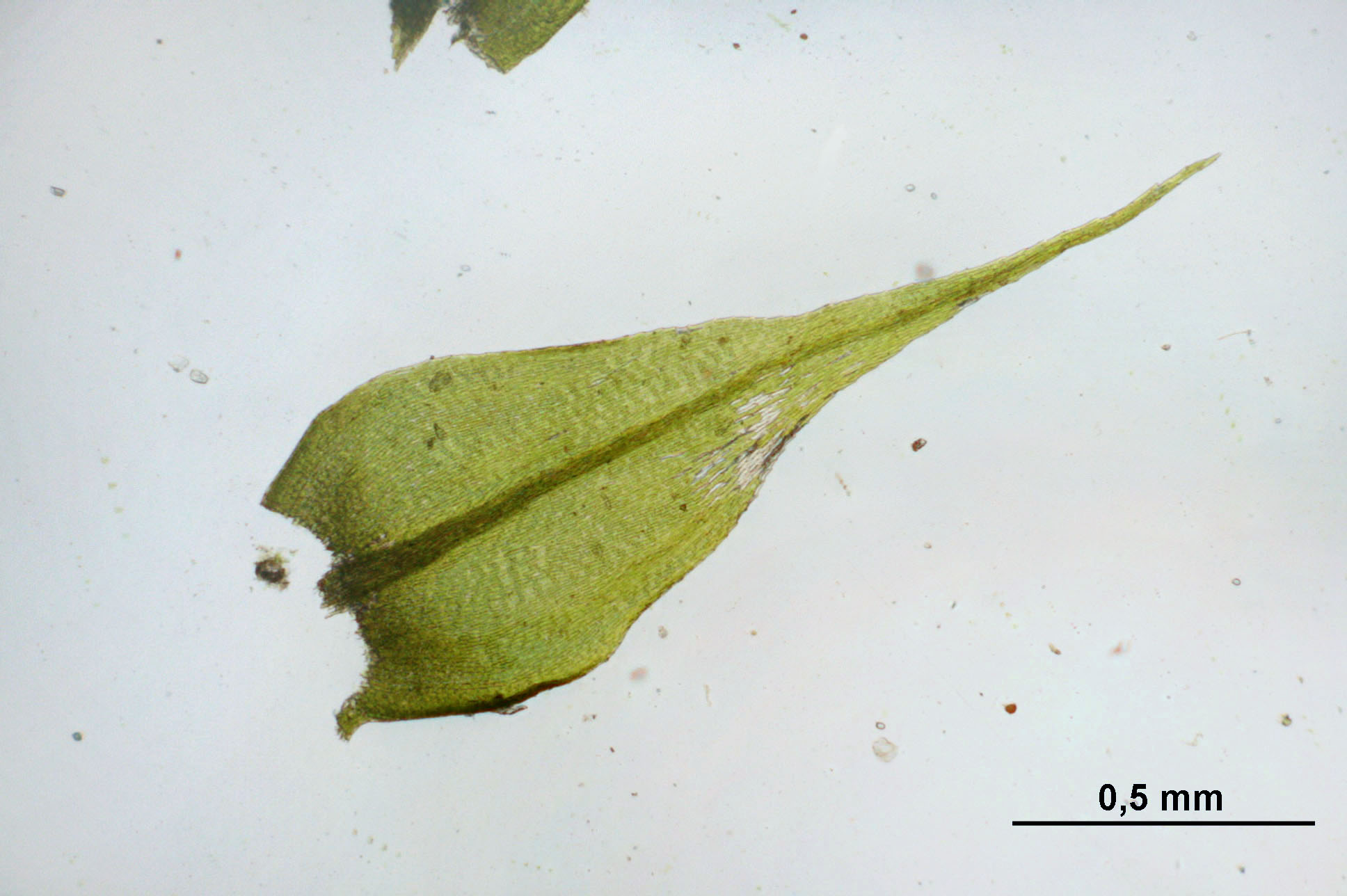
Blad
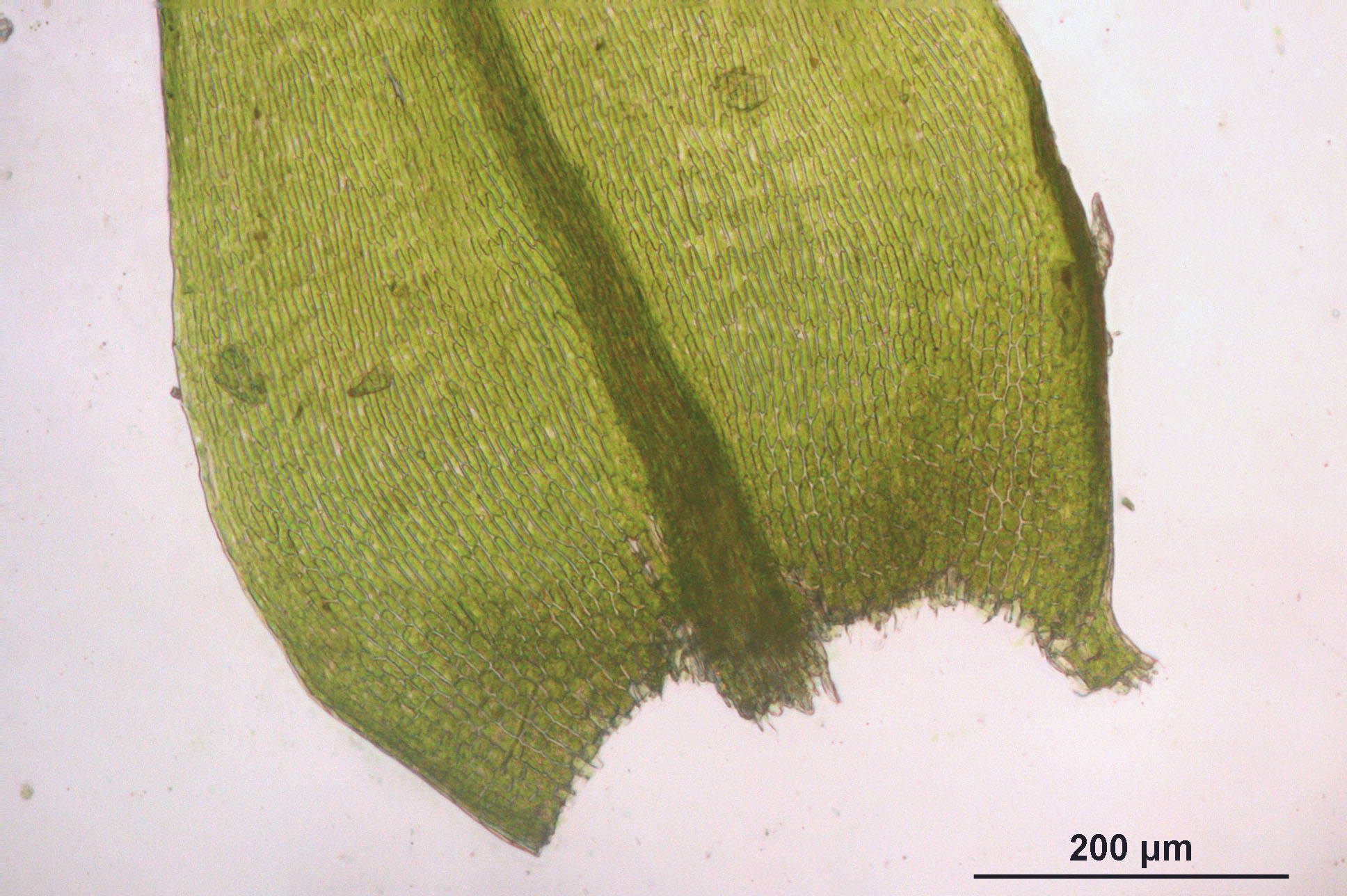
Bladvoet
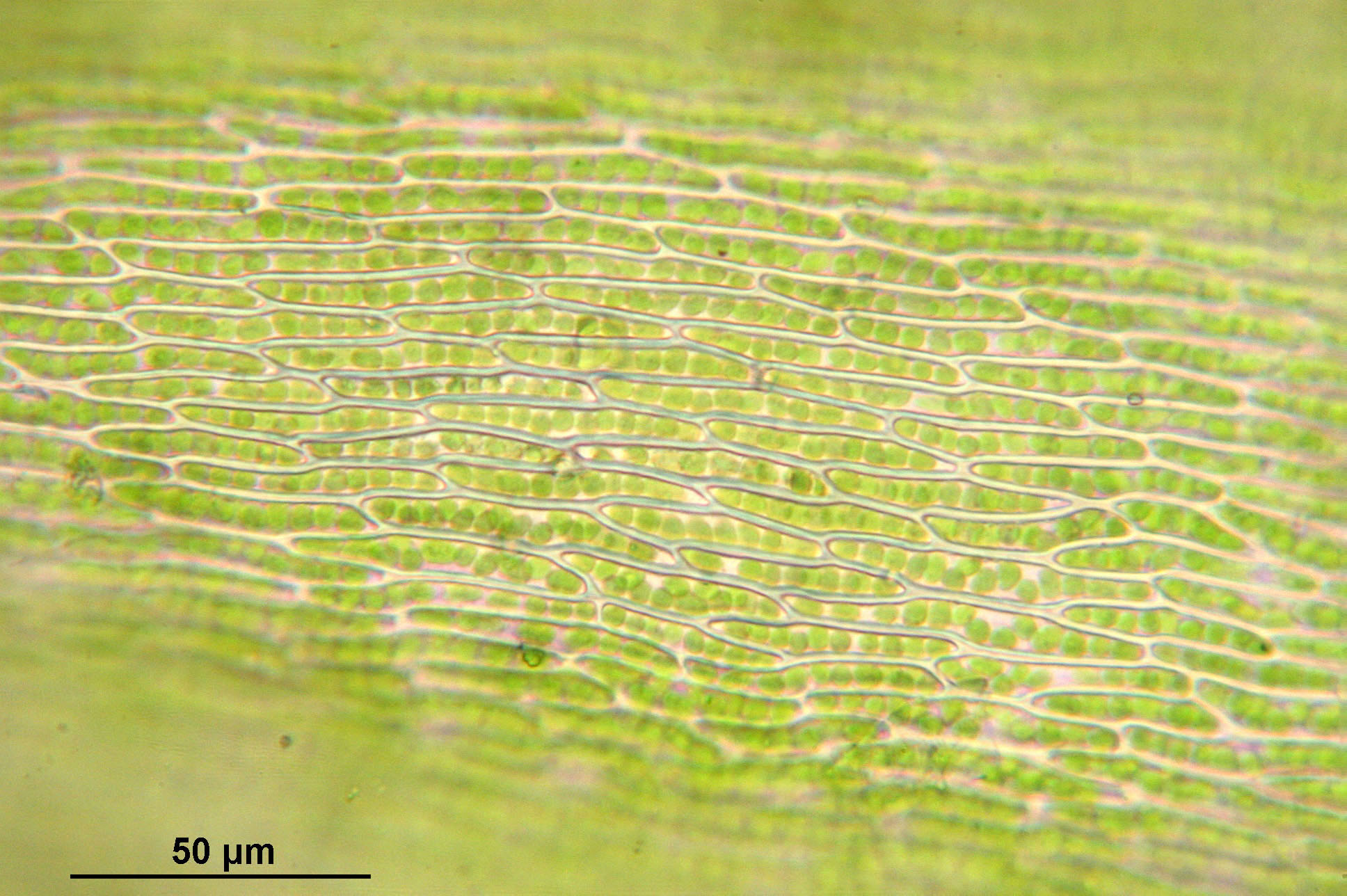
Bladcellen